# João Rodrigues de Freitas
João Rodrigues de Freitas (Miragaia, Porto, 1908 – 1976) foi um escritor e advogado português.
Formou-se em advocacia pela Faculdade de Direito da Universidade de Lisboa em 1932. Foi membro do Movimento de Unidade Democrática, uma organização política de oposição ao regime salazarista.
É o autor do conto Os Meninos Milionários, o qual serviu de base ao argumento do filme Aniki Bóbó, realizado por Manoel de Oliveira. Colaborou na revista de cinema Movimento (1933-1934).